# Liga Mexicana del Pacífico 1994-95
La Temporada 1994-95 de la Liga Mexicana del Pacífico fue la 37.ª edición, llevó el nombre de Arcadio Valenzuela Valenzuela y comenzó el 25 de octubre de 1994.
Durante la campaña se lanzó un juego sin hit ni carrera.
La temporada finalizó el 28 de enero de 1995, con la coronación de los Naranjeros de Hermosillo al vencer 4-2 en serie final a los Tomateros de Culiacán.

## Sistema de competencia

### Temporada regular
La temporada regular consta de dos mitades lo cual abarca un total de 56 juegos a disputarse para cada uno de los ocho clubes que conforman a la Liga Mexicana del Pacífico. La primera mitad está integrada de 29 juegos para cada club y la segunda de 27 juegos para cada club. Al término de cada mitad, se asigna un puntaje que va de 3 a 8 puntos en forma ascendente, según la clasificación (standing) general de cada club. A continuación se muestra la distribución de dicho puntaje:
- Primera posición: 8 puntos
- Segunda: 7 puntos
- Tercera: 6 puntos
- Cuarta: 5 puntos
- Quinta: 4.5 puntos
- Sexta: 4 puntos
- Séptima: 3.5 puntos
- Octava: 3 puntos

### Postemporada
Tras el término de la segunda vuelta, los seis equipos con mayor puntaje sobre la base de las dos mitades de la temporada regular pasan a la etapa denominada postemporada (play-offs). En esta etapa, los equipos se enfrentan entre sí en una serie de siete juegos donde deben ganar cuatro para avanzar a las semifinales. Es importante señalar que los tres equipos que obtuvieron mayor puntaje en la temporada regular empiezan la serie con dos juegos en su estadio (esta etapa de juego es conocida como «repesca»), para continuar con tres partidos en el estadio contrario y finalmente concretar la serie de nuevo en su estadio. Estos últimos dos juegos no son necesarios si alguno de los equipos obtiene una ventaja clara en la serie sobre su rival.

### Semifinales
Para la etapa de semifinales, pasan los tres equipos con mejor posición en el standing de juegos ganados y perdidos más uno adicional que es denominado «mejor perdedor», el cual resulta de poseer la mayor cantidad de juegos ganados en la repesca, principalmente. De esta manera, el mejor perdedor se enfrenta como visitante al equipo mejor situado del standing en una serie, mientras que el segundo y el tercero hacen lo mismo a su vez. En el caso del mejor perdedor, no puede enfrentarse al equipo con el que disputó la primera fase de play-offs.

### Final
Se da entre los equipos que ganaron en la etapa de semifinales.

## Calendario
- Número de Juegos: 56 juegos

## Datos Sobresalientes
- Naranjeros de Hermosillo logra un juego sin hit ni carrera combinado por Joey Eischen, Andrés Berumen y Antonio Osuna logrado en contra de Cañeros de Los Mochis, siendo el número 38 en la historia de la LMP.

## Equipos participantes
| Liga Mexicana del Pacífico 1994-95 |           |                       |                           |                          |           |
| Equipo                             | Fundación | Mánager               | Ciudad                    | Estadio                  | Capacidad |
| Águilas de Mexicali                | 1948      | Por definir           | Mexicali, Baja California | Nido de los Águilas      | 9,000     |
| Algodoneros de Guasave             | 1970      | Por definir           | Guasave, Sinaloa          | Francisco Carranza Limón | 8,000     |
| Cañeros de Los Mochis              | 1947      | Por definir           | Los Mochis, Sinaloa       | Emilio Ibarra Almada     | 6,000     |
| Mayos de Navojoa                   | 1950      | Por definir           | Navojoa, Sonora           | Manuel Ciclón Echeverría | 8,000     |
| Naranjeros de Hermosillo           | 1944      | Dereck Bryant         | Hermosillo, Sonora        | Héctor Espino            | 10,000    |
| Tomateros de Culiacán              | 1965      | Marco Antonio Vázquez | Culiacán, Sinaloa         | General Ángel Flores     | 10,000    |
| Venados de Mazatlán                | 1945      | Ossie Virgil          | Mazatlán, Sinaloa         | Teodoro Mariscal         | 6,000     |
| Yaquis de Ciudad Obregón           | 1947      | Por definir           | Ciudad Obregón, Sonora    | Tomás Oroz Gaytán        | 10,000    |

## Standings

### Primera vuelta
| Equipos                  | JJ | JG | JP | JE | PCT  | JV   | PTS |
| ------------------------ | -- | -- | -- | -- | ---- | ---- | --- |
| Águilas de Mexicali      | 29 | 20 | 9  | -  | .690 | -    | 8   |
| Tomateros de Culiacán    | 29 | 19 | 10 | -  | .655 | 1.0  | 7   |
| Venados de Mazatlán      | 29 | 17 | 12 | -  | .586 | 3.0  | 6   |
| Cañeros de Los Mochis    | 29 | 15 | 14 | -  | .517 | 5.0  | 5   |
| Algodoneros de Guasave   | 29 | 12 | 16 | 1  | .429 | 7.5  | 4.5 |
| Mayos de Navojoa         | 29 | 11 | 17 | 1  | .393 | 8.5  | 4   |
| Naranjeros de Hermosillo | 29 | 11 | 18 | -  | .379 | 9.0  | 3.5 |
| Yaquis de Ciudad Obregón | 29 | 10 | 19 | -  | .345 | 10.0 | 3   |

### Segunda vuelta
| Equipos                  | JJ | JG | JP | JE | PCT  | JV  | PTS |
| ------------------------ | -- | -- | -- | -- | ---- | --- | --- |
| Naranjeros de Hermosillo | 27 | 17 | 10 | -  | .630 | -   | 8   |
| Yaquis de Ciudad Obregón | 26 | 16 | 10 | -  | .615 | 0.5 | 7   |
| Cañeros de Los Mochis    | 27 | 16 | 11 | -  | .593 | 1.0 | 6   |
| Tomateros de Culiacán    | 25 | 13 | 12 | -  | .520 | 3.0 | 5   |
| Águilas de Mexicali      | 27 | 14 | 13 | -  | .519 | 3.0 | 4.5 |
| Venados de Mazatlán      | 27 | 14 | 13 | -  | .519 | 3.0 | 4   |
| Mayos de Navojoa         | 26 | 8  | 18 | -  | .308 | 8.5 | 3.5 |
| Algodoneros de Guasave   | 27 | 8  | 19 | -  | .296 | 9.0 | 3   |

### General
| Equipos                  | JJ | JG | JP | JE | PCT  | JV   | PTS  |
| ------------------------ | -- | -- | -- | -- | ---- | ---- | ---- |
| Águilas de Mexicali      | 56 | 34 | 22 | -  | .607 | -    | 12.5 |
| Tomateros de Culiacán    | 54 | 32 | 22 | -  | .592 | 1.0  | 12   |
| Naranjeros de Hermosillo | 56 | 28 | 28 | -  | .500 | 6.0  | 11.5 |
| Cañeros de Los Mochis    | 56 | 31 | 25 | -  | .553 | 3.0  | 11   |
| Venados de Mazatlán      | 56 | 31 | 25 | -  | .553 | 3.0  | 10   |
| Yaquis de Ciudad Obregón | 55 | 26 | 29 | -  | .472 | 7.5  | 10   |
| Algodoneros de Guasave   | 56 | 20 | 35 | 1  | .363 | 13.5 | 7.5  |
| Mayos de Navojoa         | 55 | 19 | 35 | 1  | .352 | 14.0 | 7.5  |

| Avanza a Play-offs |

## Play-offs
|  | Primer Play Off | Primer Play Off | Primer Play Off |            |          | Semifinales | Semifinales | Semifinales |  |            | Final      | Final | Final |  |
|  |                 |                 |                 |            |          |             |             |             |  |            |            |       |       |  |
|  |                 |                 |                 |            |          |             |             |             |  |            |            |       |       |  |
|  | Mazatlán        | Mazatlán        | 4               |            |          |             |             |             |  |            |            |       |       |  |
|  | Mazatlán        | Mazatlán        | 4               |            |          |             |             |             |  |            |            |       |       |  |
|  | Culiacán        | Culiacán        | 2               |            |          |             |             |             |  |            |            |       |       |  |
|  | Culiacán        | Culiacán        | 2               |            | Mazatlán | Mazatlán    | 2           |             |  |            |            |       |       |  |
|  |                 |                 |                 |            | Mazatlán | Mazatlán    | 2           |             |  |            |            |       |       |  |
|  |                 |                 | Hermosillo      | Hermosillo | 4        |             |             |             |  |            |            |       |       |  |
|  | Los Mochis      | Los Mochis      | Hermosillo      | Hermosillo | 4        | 1           |             |             |  |            |            |       |       |  |
|  | Los Mochis      | Los Mochis      |                 |            |          |             |             |             |  |            |            |       |       |  |
|  | Hermosillo      | Hermosillo      | 4               |            |          |             |             |             |  |            |            |       |       |  |
|  | Hermosillo      | Hermosillo      | 4               |            |          |             |             |             |  | Hermosillo | Hermosillo | 4     |       |  |
|  |                 |                 |                 |            |          |             |             |             |  | Hermosillo | Hermosillo | 4     |       |  |
|  |                 |                 | Culiacán        | Culiacán   | 2        |             |             |             |  |            |            |       |       |  |
|  |                 |                 | Culiacán        | Culiacán   | 2        |             |             |             |  |            |            |       |       |  |
|  |                 |                 |                 |            |          |             |             |             |  |            |            |       |       |  |
|  |                 |                 |                 |            |          |             |             |             |  |            |            |       |       |  |
|  |                 | Culiacán        | Culiacán        | 4          |          |             |             |             |  |            |            |       |       |  |
|  |                 |                 |                 | 4          |          |             |             |             |  |            |            |       |       |  |
|  |                 |                 | Mexicali        | Mexicali   | 1        |             |             |             |  |            |            |       |       |  |
|  | Obregón         | Obregón         | Mexicali        | Mexicali   | 1        | 2           |             |             |  |            |            |       |       |  |
|  | Obregón         | Obregón         |                 |            |          |             |             |             |  |            |            |       |       |  |
|  | Mexicali        | Mexicali        | 4               |            |          |             |             |             |  |            |            |       |       |  |
|  | Mexicali        | Mexicali        | 4               |            |          |             |             |             |  |            |            |       |       |  |
|  |                 |                 |                 |            |          |             |             |             |  |            |            |       |       |  |

### Primer Play Off
| Equipos                  | JJ | JG | JP | PCT  | JV  |
| ------------------------ | -- | -- | -- | ---- | --- |
| Naranjeros de Hermosillo | 5  | 4  | 1  | .800 | -   |
| Cañeros de Los Mochis    | 5  | 1  | 4  | .200 | 4.0 |
| Águilas de Mexicali      | 6  | 4  | 2  | .667 | -   |
| Venados de Mazatlán      | 6  | 4  | 2  | .667 | -   |
| Tomateros de Culiacán    | 6  | 2  | 4  | .333 | 2.0 |
| Yaquis de Ciudad Obregón | 6  | 2  | 4  | .333 | 2.0 |

| Avanza a semifinales |

| Avanza como comodín |

### Semifinales
| Equipos                  | JJ | JG | JP | PCT  | JV  |
| ------------------------ | -- | -- | -- | ---- | --- |
| Tomateros de Culiacán    | 5  | 4  | 1  | .800 | -   |
| Águilas de Mexicali      | 5  | 1  | 4  | .200 | 3.0 |
| Naranjeros de Hermosillo | 6  | 4  | 2  | .667 | -   |
| Venados de Mazatlán      | 6  | 2  | 4  | .333 | 2.0 |

| Avanza a la final |
|                   |

### Final
| Equipos                  | JJ | JG | JP | PCT  | JV  |
| ------------------------ | -- | -- | -- | ---- | --- |
| Naranjeros de Hermosillo | 6  | 4  | 2  | .667 | -   |
| Tomateros de Culiacán    | 6  | 2  | 4  | .333 | 2.0 |

Game 1
NArajeros - Tomateros 3:5
Game 2
Tomateros - Narajeros  9:13
Game 3
Narajeros - Tomateros 9:2
Game 4
Tomateros - Natajeros 1:9
Game 5
Tomateros - Narajeros  8:4
Game 6
Narajeros - Tomateros 13:4 
| Campeón                           |
| Narajero de Hermosillo Tem. 94-95 |

## Cuadro de honor
| Equipos                  | Posición   |
| ------------------------ | ---------- |
| Naranjeros de Hermosillo | Campeón    |
| Tomateros de Culiacán    | Subcampeón |
| Venados de Mazatlán      | 3° Lugar   |
| Águilas de Mexicali      | 4° Lugar   |
| Yaquis de Ciudad Obregón | 5° Lugar   |
| Cañeros de Los Mochis    | 6° Lugar   |
| Algodoneros de Guasave   | 7° Lugar   |
| Mayos de Navojoa         | 8° Lugar   |

## Designaciones
A continuación se muestran a los jugadores más valiosos de la temporada.
| Designación         | Ganador                      | Equipo                   |
| ------------------- | ---------------------------- | ------------------------ |
| Jugador Más Valioso | Antonio Osuna                | Naranjeros de Hermosillo |
| Pitcher del Año     | Isidro Márquez               | Águilas de Mexicali      |
| Novato del año      | José Manuel Hernández        | Tomateros de Culiacán    |
| Mánager del Año     | Ossie Virgil                 | Venados de Mazatlán      |
| Mánager Campeón     | Dereck Bryant                | Naranjeros de Hermosillo |
| Campeón de Bateo    | Marquis Riley                | Algodoneros de Guasave   |
| Campeón de Pitcheo  | Aarón Acosta                 | Venados de Mazatlán      |
| Gerente del año     | Marco Antonio Manzo Martínez | Naranjeros de Hermosillo |